# Margot Liendo Gil
Margot Liendo Gil (Calana, 15 de marzo de 1949; alias camarada Noemí) es una socióloga, política y ex-terrorista peruana, miembro de Sendero Luminoso.

## Biografía
Fue capturada el 11 de junio de 1988, junto a uno de los cabecillas históricos de Sendero, Osmán Morote. Además, Liendo era integrante del Comité Central.
Fue condenada a 25 años de prisión. En 2013, cumplida su condena, no fue excarcelada debido a que se le impuso pena de prisión preventiva ante la nueva investigación y juicio por delitos de terrorismo en los casos de la matanza de Soras y el atentado de Tarata de 1992.
En 2018 fue condenada a cadena perpetua. En febrero de 2022 la Corte Suprema de Perú ratificó su condena, junto a la del resto de la cúpula senderista.